# سديد الدولة ابن الأنباري
أبو عبد الله محمد بن عبد الكريم بن إبراهيم الشيباني يعرف عمومًا بـسديد الدولة ابن الأنباري (1076 - 1163) كاتب عمومي وشاعر عراقي. كان كاتب الإنشاء والسر بديوان الخلافة لمدة خمسين سنة بعد وفاة أبيه. علت مكانته عند الخلفاء والأمراء، وناب في الوزارة، وكان فاضلًا أديبًا وبينه وبين الحريري صاحب المقامات مراسلات وله شعر. 

## سيرته
هو أبو عبد الله محمد بن عبد الكرين بن إبراهيم بن عدب الكريم بن رفاعة الشيباني، عُرِف بـسديد الدولة ابن الأنباري. ولد سنة 496 هـ/ 1076 م. قال عنه الذهبي «كاتب الإنشاء بالديوان العزيز، لَهُ معرفة بالأدب والشعر والترسل، بقي بديوان الإنشاء نحو خمسين سنة ناب فِي الوزارة ونفذ رسولًا إلى الشام وخراسان وكان محمودًا ذا رأي وتدبير، وكانت بينه وبين أَبِي مُحَمَّد القاسم بْن عليّ الحريري رسائل وَقَدْ دونت، سَمِعَ عَبْد اللَّه بْن أَحْمَد بْن السَّمَرْقَنْدِيِّ وَهِبَةُ اللَّه بْن الحصين وروى عن أَحْمَد بْن مُحَمَّد الخياط وأبي عَبْد اللَّه مُحَمَّد بْن نصر القيسراني من شعرهما، سَمِعَ مِنْهُ أَحْمَد بْن صالح بْن شافع وعلي بْن أَحْمَد الزيدي والمبارك بْن عَبْد اللَّه بْن النقور وعبد المحسن بْن خطلغ الأميري. توفي سنة ثمان وخمسين وخمسمائة وشيعه الوزير بن هبيرة والأكابر. عاش نيفا وثمانين سنة.»

توفي ابن الأنباري سنة 1163 م/ 558 هـ في بغداد.